# Limotettix minuendus
Limotettix minuendus är en insektsart som beskrevs av Hamilton 1994. Limotettix minuendus ingår i släktet Limotettix och familjen dvärgstritar. Inga underarter finns listade i Catalogue of Life.